# Landschaftsschutzgebiet Silixer Bachtal
Das Landschaftsschutzgebiet Silixer Bachtal mit etwa 41 ha Flächengröße liegt im Gemeindegebiet von Extertal. Es wurde 2007 mit dem Landschaftsplan Nr. 5 Extertal durch den Kreistag des Kreises Lippe erstmals als Landschaftsschutzgebiet (LSG) ausgewiesen.

## Beschreibung
Das LSG umfasst den aus zwei namenlosen Zuflüssen gespeisten Silixer Bach südwestlich der Bebauung von Silixen. Im LSG liegen naturnahe Quellbereiche und der naturnahe Bachlauf des Silixer Baches. Der Bach weist stellenweise starke Mäander und parallel verlaufende Bacharme auf. Der Silixer Bach verläuft im Fichtenwald, wobei am Bach ein Erlenufergehölzsaum steht, der sich stellenweise auch zu einem kleinen Auenwald ausgedehnt hat. Am Mittellauf ist das LSG überwiegend durch als Weide genutztes Hanggrünland geprägt. Auch im Offenland ist ein gut entwickelter Gehölzsaum vorhanden. Am und im Bachbett ab dem Mittelbereich befinden sich mehrere größere und kleinere Granit-Findlinge. Der größte Findling hat einen Durchmesser von etwa 1,5 m und steckt halb im Erdboden. Die Findlinge entstammen der Grundmoräne der Saaleeiszeit.
Zum Wert des LSG führt der Landschaftsplan aus: „Der Bach ist einer der wenigen nicht begradigten Bäche im Naturraum.“

## Schutzzwecke für das LSG
Laut Landschaftsplan erfolgte die Ausweisung des LSG:
- „zur Erhaltung und Wiederherstellung der Leistungsfähigkeit des Naturhaushaltes in ökologisch besonders wertvoll strukturierten Bereichen mit Wasser-, Klima- und Biotopschutzfunktionen,“
- „zur Erhaltung und Wiederherstellung von Quellbereichen und naturnahen Fließgewässern, Grünland, Kalkhalbtrockenrasen und naturnahen Waldbereichen unter schiedlicher Feuchtestufen, Feldgehölzen, Hecken und Obstwiesen,“
- „zur Erhaltung morphologisch ausgeprägter Bereiche zur Sicherung der landschaftlichen Eigenart und Vielfalt für die Erholung,“
- „zur Erhaltung wertvoller Biotopkomplexe aus Wald-Grünlandbereichen, Fließgewässern und Quellen sowie Biotopen nach § 62 LG mit wichtigen Refugial-, Puffer-, Trittstein- und Vernetzungsfunktionen,“
- „zur Erhaltung und Wiederherstellung wichtiger Rückzugsräume für die bedrohte Tier- und Pflanzenwelt,“
- „zur Sicherung von kulturhistorisch bedeutsamen Landschaften, z. B. Terrassenkulturlandschaften,“
- „zur Sicherung der das Orts- und Landschaftsbild gliedernden und belebenden und die dörflichen Siedlungsstrukturen prägenden Freiraumelemente.“[1]